# نبرد میزوشیما
نبرد میزوشیما (انگلیسی: Battle of Mizushima) یکی از نبردهای وابسته به جنگ گنپی مابین خاندان تایرا و خاندان میناموتو بود.